# Gesellschaft zu Schiffleuten

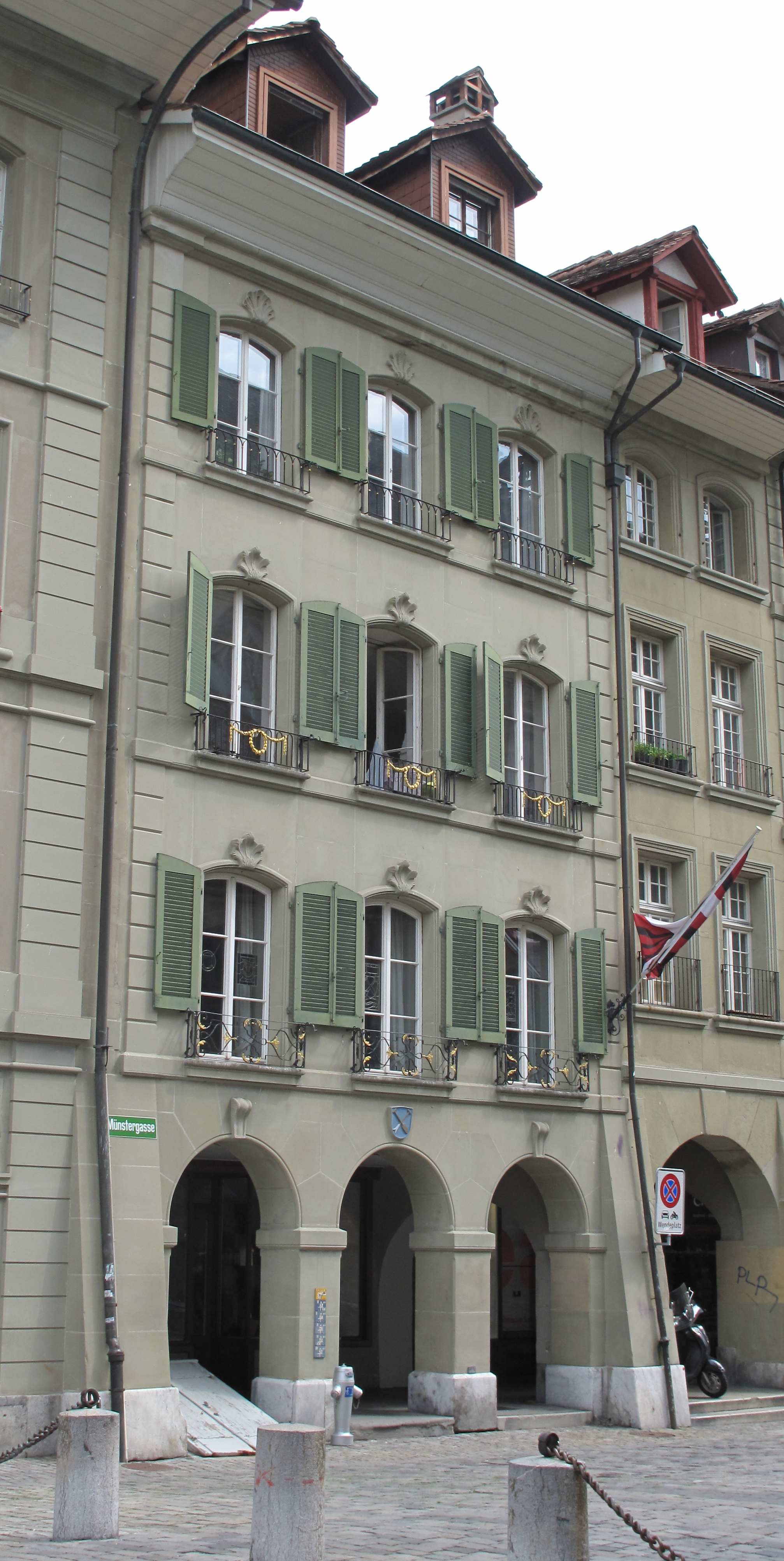
Haus zu Schiffleuten in Bern (2012).

Die Gesellschaft zu Schiffleuten ist eine der 13 Gesellschaften und Zünfte in der Stadt Bern und durch die Verfassung des Kantons Bern garantierte öffentlich-rechtliche Körperschaft. Sie ist eine burgerliche Korporation im Sinn der bernischen Gemeindegesetzgebung und untersteht der Aufsicht der kantonalen Behörden. Als Personalkörperschaft hat sie kein eigenes Territorium und ist steuerpflichtig. Sie umfasst alle Burgerinnen und Burger von Bern, die das Gesellschaftsrecht zu Schiffleuten besitzen.
Die Gesellschaft zu Schiffleuten erscheint in den Quellen erstmals im Jahr 1342 und umfasste bis 1798 die Fischer, Schiffleute, Schiffmacher und Flösser.

## Personen
- Johann Daniel Osterrieth (1768–1839), Architekt
- Karl Howald (1796–1869), Pfarrer
- Friedrich Traffelet (1897–1954), Maler und Zeichner
- Jörg Ewald Dähler (1933–2018), Musiker
- Jürg Sollberger (1940–2021), Fürsprecher, Oberrichter, Strafprozessrechtler
- Franz A. Zölch (* 1949), Medienjurist, Eishockeyfunktionär, Brigadier
- Elisabeth Zölch Bührer (* 1951), Nationalrätin, Regierungsrätin